# Otto Ernst von Rappe
Otto Ernst von Rappe († 20. Oktober 1707 in Altenburg) war ein kurländisch-polnischer General.

## Leben
Otto Ernst von Rappe entstammte dem kurländisch-preußischen Adelsgeschlecht von Rappe. Er war ein Sohn des königlich-polnischen Oberstleutnant Heinrich von Rappe und der Veronica von Korff. Er wurde geboren auf dem Gut Altenburg in Kurland, einer der vier historischen Landschaften von Lettland. Sein Bruder, Christoph von Rappe († 1725), war ebenfalls königlich polnischer Generalmajor und Festungskommandant in der Ukraine.
Otto Ernst selbst war Erbherr auf den kurländischen Gütern Altenburg (im Kreis Libau, heutiges Vecpils, im Bezirk Durbe), Strocken, Drogen sowie auf Corben im Kreis Fischhausen in Preußen. Das Gut Altenburg war nach seinem Tod noch bis 1762 im Familienbesitz. In den Jahren 1673 bis 1694 war er Kommandant der Festung Biala Cerkiew in der Ukraine. Seit 1683 war er königlich-polnischer Generalmajor und seit 1684 auch Truchseß von Polnisch Livland.